# Douglass North
Douglass Cecil North (Cambridge, 5 de novembro de 1920 — Benzonia, 23 de novembro de 2015) foi um economista estadunidense.
North era considerado, juntamente com Ronald Coase, um dos fundadores da nova economia institucional.
Foi laureado com o Prémio de Ciências Económicas em Memória de Alfred Nobel de 1993. Há alguns estudos introdutórios no Brasil sobre North.

## Pensamento
Ligado ao institucionalismo, para North as instituições - que ele definiu como sendo  « restrições humanamente concebidas que estruturam as interações políticas, econômicas e sociais » - são essenciais ao crescimento econômico. Correspondem ao conjunto de regras e organizações responsáveis pelo cumprimento dessas regras. Segundo North, ao garantir os direitos de propriedade, as instituições permitem uma redução dos  custos de transação (Ronald Coase) e, em consequência, um aumento do crescimento.   Para North, um custo de produção não é composto apenas dos custos de transformação; há também os custos de transações (coleta de informações e contratação).
Embora ligado ao pensamento liberal neoclássico, North rejeitou um dos seus principais postulados - a racionalidade dos agentes econômicos - destacando o papel da ideologia na economia.

## Principais publicações
- (em inglês) Institutional Change and American Economic Growth, Cambridge University Press, 1971 (com Lance Davis).
- (em inglês) The Rise of the Western World: A New Economic History, 1973 (com  Robert Thomas).
- (em inglês) Growth and Welfare in the American Past, Prentice-Hall, 1974.
- (em inglês) Structure and Change in Economic History, Norton, 1981.
- (em português) Instituições, Mudança Institucional e Desempenho Econômico, São Paulo: Três Estrelas, 2018
- (em inglês) Institutions, 1991.
- (em inglês) Empirical Studies in Institutional Change, Cambridge University Press, 1996 (com Lee Alston e Thrainn Eggertsson).
- (em inglês) Understanding the Process of Economic Change, Princeton University Press, 2004.
- (em inglês) Violence and social orders, com John Joseph Wallis e Barry R. Weingast, Gallimard, 2010.